# Atomik Harmonik
Atomik Harmonik je slovenska turbo folk in narodnozabavna skupina pod vodstvom Janija Pavca in Dareta Kauriča (avtorja vse glasbe in besedil skupine). Njihova prva uspešnica je bila Brizgalna brizga, s katero so leta 2004 zmagali na Melodijah morja in sonca.

## Opis

### 2004–2009: Originalna zasedba in vzpon
Skupina Atomik Harmonik se je javnosti prvič predstavila leta 2004 na festivalu Melodije morja in sonca, kjer so zmagali s pesmijo Brizgalna brizga. Leto kasneje so postali pravi glasbeni fenomen z uspešnicami Hop Marinka, Od hr'ma do hr'ma, Ena sama je… Slovenija, Na seniku in angleško različico svoje prve uspešnice Turbo Polka. Leta 2004 so izdali svoj prvi album z naslovom Brizgaaaaj!, katerega so nadgradili naslednje leto in dodali podnaslov "še več in dlje!."
Leto kasneje, 2006, so se prijavili na Emo 2006, ki je potekala 29. januarja 2006. Nastopili so s pesmijo »Polkaholik« in osvojili 3. mesto. Marca istega leta je skupino zapustila pevka Špela "Špelca" Kleinlercher.Člani Atomik Harmonik so z avdicijami zbirali njihovo novo pevko, a kmalu zatem pa so po neuspešni štirinajstdnevni menjavi pevke Iris, s katero so posneli in predstavili pesem Kdo trka? V oddaji Spet doma prešli v tričlansko zasedbo: Jani Pavec, Špela Grošelj in harmonikar Frei Toni. V tej zasedbi so posneli videospot za pesem "Kdo trka?". Jeseni 2006 se je skupini pridružila nova pevka Mateja Tejči Vuk. Istega leta so izdali drugi album  Vriskaaaaj!, iz katerega izstopata pesmi Goveja župca in Toni je pa ribo ujel. Leta 2007 so predstavili pesem Skupaj za Slovenijo, posvečeno Sloveniji, ki je bila predstavljena v oddajah Spet doma in Na zdravje. V letu 2008 so izdali pesem z videospotom Sladko vince, posneli svojo verziji pesmi Danijela Popovića "Đuli" in ob koncu leta sodelovali s Krašem pri pesmi Choco la. Za večino pesmi iz albuma Vriskaaaaj so atomiki posneli še nemške verzije pesmi tudi za pesem "slasko vince".

### 2009–2011: Prehodno obdobje
V letu 2009 je Frei Toni za pesem Kdo osvojil bo moje srce? v videospotu prijel violino. Še istega leta se je sskupina razšla s harmonikarjem Dejanom Čelikom, bolj znanim kot Frai Tonijem, zamenjal pa ga je Tomo Primc. V začetku leta 2010 so predstavili so novo pivsko pesem Pivo mi dej. Marca 2010 sta skupino zaradi osebnih razlogov zapustili Špela Grošelj zarasi solo karijere in Mateja "Tejči" Vuk, ki se je posvetila dokočanju šole zaposlila kot vzgojiteljica. Novi članici sta postali Petra Crnjac in Darja Gajšek. Julija 2010 sta se novi pevki prvič javno predstavili na na snemanju pesmi Lep sončen dan, ki so jo posneli skupaj z Gozdnim Jožetom. Poleti je skupina popotovala v Ameriko na turnejo po Kanadi in ZDA. Kasneje istega leta so posneli pesem Vse pride in gre, ki pa sta jo Darja in Petra izvedli le v studiu, brez videospota. Konec leta je Darjo, ki je odšla v Ansambel polet nadomestila Vesna Kaciper, Toma pa Gašper Krek. V tej zasedbi je nastala pesem "Traktor polka". Po odhodu Gašperja se je skupini pridružil Uroš Križman, s katerim so avgusta 2011 izdali album  Traktor polka. Po izdaji albuma je moral Jani jeseni zaradi nosečnosti Vesne in bolezni Petre skupino postaviti na novo. Oktobra 2011 sta v skupino vstopila Miha Ojsteršek in pevki Mateja Poročnik ter Saša Hren.
Čez jesen za 4 mesece jim je na nastopih v živo pomagal tudi bobnar Dejan Vunjak.

### 2012–2015: Novo obdobje z novo ekipo
V začetku leta 2012 je izšla pesem Fešta, januarja 2012 pa je doživela tudi videospot premiero. Aprila istega leta so predstavili pesem Hej šef, rab'm dopust, njen videospot pa je premierno izšel julija. Oktobra 2012 so predstavili videospot za pesem Jasmina, posnet na podeželju, izbranem v sodelovanju z uredništvom 24ur.
Januarja 2013 so posneli svojo himno  Planice Skoči, videospot z  Jernejem Damjanom pa je izšel februarja. Poleti istega leta so predstavili balado "Življenje je kakor reka". Oktobra so objavili pesem Natoči ga kelnarca,in videospot v sodelovanju z oddajo "Raketa na planetu" pa je izšel januarja 2014. V njem so nastopili Petra Dobršek ter lika Poštar Peška in Gasilec Sašo.
Marca 2014 so v sodelovanju z  Boštjanom Konečnikom predstavili pesem Veselica, videospot pa je izšel aprila. Septembra so predstavili pesem Kaj bi reku Franc Košir? z močnim sporočilom o vrednotah in vsakdanu, videospot pa je sledil oktobra. Decembra 2014 so zopet združili moči z Boštjanom Konečnikom in posneli pesem Smučat je zakon, videospot pa je izšel februarja 2015.
Maja 2015 so objavili pesem Nora noč. Isto poletje pa je Saša Hren napovedala porodniški dopust, zato je začasno prišla prva temnolasa pevka Mateja "Matejči" Mohar. Njena prisotnost je bila kratkotrajna, a pomembna za poletne mesece in nastope. Jeseni istega leta je Saša postala mamica.

### 2016 - 2020: obdobje festivalov
V začetku leta 2016 so predstavili novega člana za nastope v živo Anžeta Turka kasneje poznanega kot Jay Bolk. Spomladi so premierno v svoji verziji preoblikovali pesemi "Ustnice brez poljubov", v kateri je nastopila Mateja Poročnik in tudi bobnar Anže. Spomladi so iskali novo pevko katera bo nastopila na festivalu MIK skupaj z Matejo. Tako je v maju v skupino prišla Maja Ramšak. Julija so nastopili na festivalu MIK s pesmijo Mornarič, ki je dobila videospot avgusta. Decembra so že v studiu snemali novo skladbo Ne kompliciraj. Katero je napisal Boštjan Konečnik, glasbo pa bobnar Anže Turk. A itdali je niso vse do jeseni 2018.
Junija 2017 so predstavili pesem Ajmo na more, s katerim so prav tako nastopili na festivalu MIK, videospot pa je izšel julija. Avgusta so odšli na turnejo po Kanadi. Jeseni 2018 je bil pa predstavljena pesem in videospot za pesem Ne kompliciraj. Skupina je v tem obdobju aktivno nastopala, čeprav so bile aktivnosti nekoliko manjše kot prej.

### 2020–: Povratek originalne zasedbe
Leta 2020 so na Facebooku objavili, da se prvotni članici Špela in Špelca spominjata skupnih začetkov, kar je napovedovalo vrnitev. Leta 2021 so se pojavili kot gostje na jubilejnih Melodijah morja in sonca. Aprila 2022 so se v originalni zasedbi uradno vrnili z novo pesmijo Baloni, pod katero se je podpisal Dare Kavrič glasbo je pa pomagal napisati tudi Miha Hercog Sledil je jesenski singel Kdo bo za rundo dal.
Poleti 2023 so snemali in predstavili videospot Hopa Cupa, katerega besedilo sta napisala Jasna Kuljaj in Jože Potrebuješ, glasbo pa Miha Hercog. 
Julija 2024 so morali zaradi zdravstvenih težav pevca Janija odpovedati nastop. Maja 2025 so sporočili, da skupaj z  Alešem Čadežem in Boštjanom Konečnikom ustvarjajo nove skladbe.

## Zasedbe
Uradne zasedbe Atomik Harmonik od leta 2004. Nekateri so skupino zapustili prej ali pa so prej prišli v skupino: to velja pri šesti, sedmi in pri osmi zasedbi. 
Pri deveti zasedbi je harmonikar Miha Ojsteršek prišel v skupino že v prvi polovici oktobra, 19.10.2011, torej prej kot pa Mateja, ki je v skupini od 31.10.2011, in Saša, od 3.11.2011, uradno pa se je zasedba predstavila na njihovi Facebook strani 3.9.2011.
| # zasedba | Leto                      | moški vokal manager | ženski vokal                          | ženski vokal                                    | harmonika      |
| --------- | ------------------------- | ------------------- | ------------------------------------- | ----------------------------------------------- | -------------- |
| 1         | 15.7.2004 - 18.3.2006     | Jani                | Špela Grošelj (solo kariera)          | Špelca Špela Kleinlercher (napor, solo kariera) | Frei Toni      |
| 2         | 10.4.2006 - 24.4. 2006    | Jani                | Špela Grošelj (solo kariera)          | Iris Soban (napor)                              | Frei Toni      |
| 3         | 24.4.2006 - 19.9.2006     | Jani                | Špela Grošelj (solo kariera)          |                                                 | Frei Toni      |
| 4         | 19.9.2006 - 2.9.2009      | Jani                | Špela Grošelj (solo kariera)          | Mateja "Tejči" Vuk (vzgoiteljica)               | Frei Toni      |
| 5         | 2.9.2009 - 14.3.2010      | Jani                | Špela Grošelj (solo kariera)          | Mateja "Tejči" Vuk (vzgoiteljica)               | Tomo Primc     |
| 6         | 14.3.2010 - 29.11.2010    | Jani                | Petra Crnjac (bolezen)                | Darja Gajšek (Ansambel Polet)                   | Tomo Primc     |
| 7         | 29.11.2010 - 23.4.2011    | Jani                | Petra Crnjac (bolezen)                | Vesna Kociper                                   | Gašper Krek    |
| 8         | 23.4.2011 - 3.11.2011     | Jani                | Petra Crnjac (bolezen)                | Vesna Kociper                                   | Uroš Križman   |
| 9         | 3.11.2011 - 31.5.2015     | Jani                | Saša Hren (nosečnost)                 | Mateja Poročnik                                 | Miha Ojsteršek |
| 9*        | 31.5.2015 - december 2015 | Jani                | Mateja "Matejči" Mohar (nadomeščanje) | Mateja Poročnik                                 | Miha Ojsteršek |
| 10        | december 2015 - 2019      | Jani                | Maja Ramšak                           | Mateja Poročnik                                 | Miha Ojsteršek |
| 11        | april 2020 (2022)         | Jani                | Špela Grošelj                         | Špela Kleinlercher                              | Frei Toni      |

## Albumi
| Št. Albuma | Št. Albuma | Naslov albuma              | Leto izvoda |
| ---------- | ---------- | -------------------------- | ----------- |
|            | 1          | Brizgaaaaj! še več in dlje | 2005        |
|            | 2          | Vriskaaaaj!                | 2006        |
|            | 3          | Traktor polka              | 2011        |

### Prvi (2005)
Leta 2005 so izdali svoj prvi album z naslovom Brizgaaaaj! še več in dlje. V začetni zasedbi. 
| Zap. # | Naslov pesmi |
| ------ | --- |
| 1.     | Brizgalna brizga |
| 2.     | Hop Marinka |
| 3.     | Od hr'ma do hr'ma |
| 4.     | Turbo polka mix (Na Roblek, Hej prijatelji, Otoček sredi jezera, rdeči cvet, kdor ne brizga...)                                         |
| 5.     | Ena sama je... Slovenija |
| 6.     | Na seniku |
| 7.     | Venček valčkov (Glas harmonike, Biseri sreče, Tam, kjer murke cveto, Ne revi nikdar, Mi ga spet žingamo, Slovenija, odkod lepote tvoje) |
| 8.     | Brizgalna brizga (DJ Rumek remix) |
| 9.     | Turbo polka |
| 10.    | Na seniku (DJ Rumek remix) |
| 11.    | Od hr'ma do hr'ma (DJ Rumek remix) |

### Drugi (2006)
Leta 2006 jeseni so izdali svoj drugi album z naslovom Vriskaaaaj!. 
| Zap. # | Naslov pesmi |
| ------ | --- |
| 1.     | Zavriskaj na ves glas! |
| 2.     | Goveja župca |
| 3.     | Toni je pa ribo ujel |
| 4.     | Kdo trka? |
| 5.     | Repete polka mix (Naj živi vesela družba, Ta gvažek je prazen, Šmentana ta reč, Visoko nad oblaki, nocoj mi druga rekla je ... , Iz Bohinja) |
| 6.     | Ena ni nobena |
| 7.     | Polkaholik |
| 8.     | V dolini tihi |
| 9.     | Zavriskaj na ves glas (Balenitino Enzyani Remix)                                                                                             |
| 10.    | Polkaholik (Dj Rumek Remix) |
| 11.    | + Marinka na seniku Brizga |

in videospota
- Kdo trka?
- Zavriskaj na ves glas

### Tretji (2011)
V zasedbi Janija, Petre, Vesne in Uroša so skupina Atomik Harmonik objavili album Traktor polka. 
| Zap. # | Naslov pesmi              |
| ------ | ------------------------- |
| 1.     | Traktor polka             |
| 2.     | Fešta                     |
| 3.     | Lep sončen dan            |
| 4.     | Vse pride in gre          |
| 5.     | Kdo osvojil bo moje srce? |
| 6.     | Pivo mi dej               |
| 7.     | Jasmina                   |
| 8.     | Sladko vince              |
| 9.     | Choco la                  |
| 10.    | Ustnice brez poljubov     |
| 11.    | Traktor polka (ang.)      |

in videospot
- Traktor polka

## Diskografija
- Brizgalna brizga (Maxi Single 2004)
- 'Brizgaaaaj!' (Album 2004)
- Na seniku (Maxi Single 2005)
- Turbo polka (Maxi Single 2005)
- 'Brizgaaaaj! še dlje in več' (Album 2005)
- Polkaholik (Maxi Single 2006)
- 'Vriskaaaaj!' (Album 2006)
- Skupaj za Slovenijo (Promo Single 2007)
- Sladko vince (Promo Single 2008)
- Kdo osvojil bo moje srce (Promo Single 2008)
- Čokolada (Promo Single 2008)
- Julie (Promo Single 2009)
- Vse pride in gre (Promo Single 2010)
- Lep soncen dan (Promo Single 2010)
- 'Traktor Polka' (Album 2011)
- Hej šef, rabm dopust (Promo Single 2012)

## Nagrade in priznanja skupine
Melodije morja in sonca 2004 – 1. mesto s pesmijo Brizgalna brizga.
EMA 2006 – 3. mesto s pesmijo Polkaholik.
Brizgalna brizga je bila najbolj predvajana skladba leta 2004 na slovenskih radijih in postala hit leta.
Diamantna naklada albuma Brizgaaaaj! (25.000+ prodanih izvodov).
Mednarodni uspeh: Turbo Polka se je uvrstila na nemške in avstrijske lestvice (Nemčija: #34, Avstrija: #64).
Sodelovanje z založbo Sony BMG za promocijo v tujini.